# شاهزاده (فیلم ۱۹۶۱)
شاهزاده (به تامیلی: Arasilankumari) فیلمی محصول سال ۱۹۶۱ است. در این فیلم بازیگرانی همچون ماروتور راماچاندران، پادمینی و راجاسولوچانا ایفای نقش کرده‌اند.